# Mervyn Crossman
Mervyn Richard Crossman (ur. 7 kwietnia 1935 w Home Hill, zm. 20 czerwca 2017) – australijski hokeista na trawie, medalista olimpijski.

## Kariera sportowa
Występował głównie jako obrońca. Crossman reprezentował Australię na dwóch igrzyskach olimpijskich (IO 60 i IO 64), zdobywając brązowy medal w 1964 roku. Wystąpił wtedy w pięciu meczach, nie strzelając żadnej bramki. Cztery lata wcześniej zagrał w dziewięciu meczach strzelając pięć bramek (w tym dwa w meczu z Japonią). W kadrze narodowej grał jeszcze w roku 1965.

## Życiorys
- Mervyn Crossman Bio, Stats and Results. Sports-reference.com. [dostęp 2014-09-06]. [zarchiwizowane z tego adresu (2012-11-05)]. (ang.).